# 斯韋茲福雷斯特鎮區 (明尼蘇達州雷德伍德縣)
斯韋茲福雷斯特鎮區（英語：Swedes Forest Township）是位於美國明尼蘇達州雷德伍德縣的一個行政鎮區。

## 歷史
斯韋茲福雷斯特鎮區於1872年成立，因大部份定居者皆來自瑞典而得名。

## 地方資料
斯韋茲福雷斯特鎮區的面積為50.70平方千米，當中陸地面積為49.90平方千米，而水域面積為0.80平方千米。根據2020年美國人口普查的數據，當地共有人口103人，而人口密度為每平方千米2.03人。